# Grosbois-lès-Tichey
Grosbois-lès-Tichey is een gemeente in het Franse departement Côte-d'Or (regio Bourgogne-Franche-Comté) en telt 70 inwoners (2009). De plaats maakt deel uit van het arrondissement Beaune.

## Geografie
De oppervlakte van Grosbois-lès-Tichey bedraagt 5,0 km², de bevolkingsdichtheid is dus 14 inwoners per km².
De onderstaande kaart toont de ligging van Grosbois-lès-Tichey met de belangrijkste infrastructuur en aangrenzende gemeenten.

## Demografie
Onderstaande figuur toont het verloop van het inwonertal (bron: INSEE-tellingen).